# جيمي راسيل
جيمي راسيل (بالفرنسية: Jamie Russell)‏ (و. 1952  م) هو لاعب كرة سلة كندي، ولد في نيغارا فولز، أونتاريو، شارك في الألعاب الأولمبية الصيفية 1976، وبطولة كأس العالم لكرة السلة 1974، مركز لعبه هو لاعب هجوم صغير الجسم.

## روابط خارجية
- جيمي راسيل على موقع الاتحاد الدولي لكرة السلة (الإنجليزية)
- جيمي راسيل على موقع كلية كرة السلة في سبورتس رفرنس.كوم (الإنجليزية)
- جيمي راسيل على موقع سبورتس رفرنس (الإنجليزية)
- جيمي راسيل على موقع أوليمبيديا (الإنجليزية)